# Bistrica (rijeka u Grčkoj)
Bistrica (u hrvatskoj literaturi i kao Aliakmon, grčki: Ἁλιάκμων, Haliákmōn, na modernom grčkom: Αλιάκμονας, Aliákmonas, na makedonskom: Bistrica, tur. Ince kara) najduža je grčka rijeka sa svojih 297 km. Englezi nazivaju tu rijeku Haliacmon ( po novogrčkom demotičkom izgovoru- Aliákmonas), za rijeku je često ime i Aliákmon ( po starijem novogrčkom načinu izgovora - katharevousa), kod ostalih slavenskih zemljopisaca (Čeha, Poljaka, Rusa) udomaćio se stariji način izgovora - Aliakmon. Hrvati, Srbi, Bugari, egejski i makedonski Makedonci nazivaju ju Bistricom.
Rijeka izvire na planini Gramosu u Pindskom gorju blizu granice s Albanijom na sjeveru Grčke, zatim teče u pravcu jugoistoka. Zatim mjenja smjer te teče sjeveroistočno kroz grčke periferije Zapadnu i Središnju Makedoniju, zatim pored jezera Kastorija. Tu rijeka mijenja smjer i teče u pravcu juga pa zatim opet sjeveroistoka kroz Solunsku nizinu i ulijeva se u Egejsko more u zaljevu Termaiko. Tu tvori veliku deltu na zapadnom dijelu Solunskog zaljeva, zajedno s rijekom Vardarom i rijekom Ludiasom. 
Rijeka Aliakmon izuzetno je važna za navodnjavanje, njome služe brojni poljoprivrednici u prefekturama; Lerin, Kostur, Grevena, Kozane, Imatia i Pieria ( to je poljoprivredni kraj). Na rijeci se nalazi kanjon kod grada Verije.
Kod grada Kozana napravljeno je umjetno jezero - Polifitos ( 20 km dugo i 4 do 5 km široko) zbog navodnjavanja.
U doba antike, Klaudije Ptolomej naziva planinski masiv u kojima izvire rijeka sjeverni Pind) Canalovii. Po Juliju Cezaru rijeka tvorila je granicu između Makedonije i Tesalije, danas to nije tako. Ali je moguće da su rijeke Aliakmon i Ludias imale zajednički tok u antičko vrijeme, slika desno pokazuje moguću spojnicu rijeka.
U gornjem porječju Bistrice prostirala se drevna oblast Orestida.

## Vanjske poveznice
|  | Zajednički poslužitelj ima još gradiva o temi Aliakmon |